# المسلخ البشري
المسلخ البشري هو تقرير أعدته منظمة العفو الدولية في 7 شباط/فبراير 2017 وثقت فيهِ إعدامات جماعية بطرق مُختلفة نفذها النظام السوري بحق المعتقلين في سجن صيدنايا.
في تقرير المسلخ البشري؛ ذكرت المنظمة أن إعدامات جماعية شنقًا، نفذها النظام بحق 13 ألف معتقل، أغلبيتهم من المدنيين المعارضين، بين عامي 2011 و2015. جرت الإعدامات أسبوعيًا أو ربما مرتين في الأسبوع، وفق العفو الدولية التي وصفت الإعدامات بأنها «سرية» واقتيدت خلالها مجموعات تضم أحيانًا 50 شخصًا، إلى خارج زنزاناتهم، وشنقوا حتى الموت. استند تقرير المنظمة، الذي جاء في 52 صفحة إلى تحقيق معمق أجرته على مدار عام كامل، كما ذكرت، وتضمن مقابلات وشهادات لـ 84 شخصًا، بينهم حراس سابقون في السجن، ومسؤولون ومعتقلون وقضاة ومحامون، إضافة إلى خبراء محليين ودوليين. اعتبرت المنظمة في تقريرها أن الممارسات السابقة «ترقى إلى جرائم حرب وجرائم ضد الإنسانية» مؤكدة أنها «مستمرة على الأرجح في السجون داخل سوريا». ووجهت المنظمة الاتهام إلى النظام واصفة سجن صيدنايا العسكري بأنه «المكان الذي تذبح فيه الدولة السورية شعبها بهدوء.» وكانت العفو الدولية قد وثقت في آب الماضي مقتل 17723 معتقلًا، أثناء احتجازهم في سجون النظام السوري، ما بين آذار 2011 وكانون الأول 2015، أي بمعدل 300 معتقل كل شهر. وتحدثت المنظمة حينها عن «روايات مرعبة» حول التعذيب، وتعدّدت طرقه داخل أروقة السجون، فمنها السلق بالمياه الساخنة وصولًا إلى الضرب حتى الموت. وتتكررُ التقارير الصادرة عن المنظمات الحقوقية بشكل دوري، وتوثق جميعها أوضاعًا سيئة يعيشها المعتقلون، في ظل نقص الطعام والدواء، والشروط الصحية داخل المعتقلات. وهذا ما ظهر في 50 ألف صورة لجثث معتقلين في سجون النظام السوري، والتي سرّبها المدعو قيصر المنشق عن الشرطة العسكرية، وظهر عليها أشد أنواع التعذيب.